# Pseudo-Philon
Pour les articles homonymes, voir Philon.
Pseudo-Philon est le nom donné à l'auteur inconnu de plusieurs textes du Ier siècle, parce que ces ouvrages ont été accidentellement transmis parmi d'authentiques œuvres de Philon d'Alexandrie.
Il appartenait probablement[réf. souhaitée] au milieu synagogal, peut-être pharisien, et écrivait en hébreu. Avec l'évangéliste Luc, il partage le même modèle synagogal d'histoire du salut et une attention particulière aux femmes.

## Œuvres

### Liber antiquitatum biblicarum
Le Liber antiquitatum biblicarum présente une histoire biblique qui va d’Adam à la mort de Saül.

### Prédications juives antiques
Les Prédications juives antiques (ou prédications synagogales) sont les seules de leur genre à avoir subsisté jusqu'à nos jours. Bien que transmises sous le nom de Philon d'Alexandrie, elles ne sont sûrement pas[pourquoi ?] son œuvre.

## Intérêt
- Si vous ne connaissez pas le sujet, laissez ce bandeau (vous pouvez alors contacter les auteurs).
- Si vous supprimez le contenu mis en cause (vous pouvez préalablement contacter les auteurs),

argumentez précisément cette suppression dans la page de discussion
(un manque de référence n'est pas un argument ; une recherche réelle de référence doit avoir été effectuée, être formellement documentée).
Jusqu'à présent, ces deux prédications — et une troisième[évasif] dont nous n'avons qu'un fragment — n'ont pas suscité beaucoup d’intérêt. Elles démontrent pourtant que l'art homilétique fondé sur des textes bibliques ne fut pas une innovation chrétienne, pas plus qu'une invention des sophistes antiques : il s'agit d'une des créations majeures du judaïsme hellénistique. L'héritage de ce dernier, qui comprend la Bible des Septante, les œuvres de Philon, de Josèphe et de nombreux autres auteurs conservés de manière fragmentaire, fut laissé aux chrétiens.
À partir du IIe siècle, le judaïsme s'est redéfini à l'aide de ses traditions hébraïques, écartant toute une littérature qui lui rappelait la parenté d'esprit entre la synagogue hellénistique et Paul de Tarse.